# 莫根多夫
莫根多夫是德国莱茵兰-普法尔茨州的一个市镇。总面积4.24平方公里，总人口1161人，其中男性592人，女性569人（2011年12月31日），人口密度274人/平方公里。